# Indický běžec
Indický běžec (anglicky Indian Runner duck, německy Indische Laufente, rusky индийский бегун) je plemeno kachny domácí, které se chová především pro produkci vajec. Využívají se také k predaci slimáků a plzáků na zahradách. Ve Vzorníku plemen se řadí do skupiny lehkých, nosných kachen.
Samec je vyšší než samice a žije déle. Žijí ve skupinách, proto je nutné chovat více kusů. Téměř vůbec nelétají.

## Původ plemene

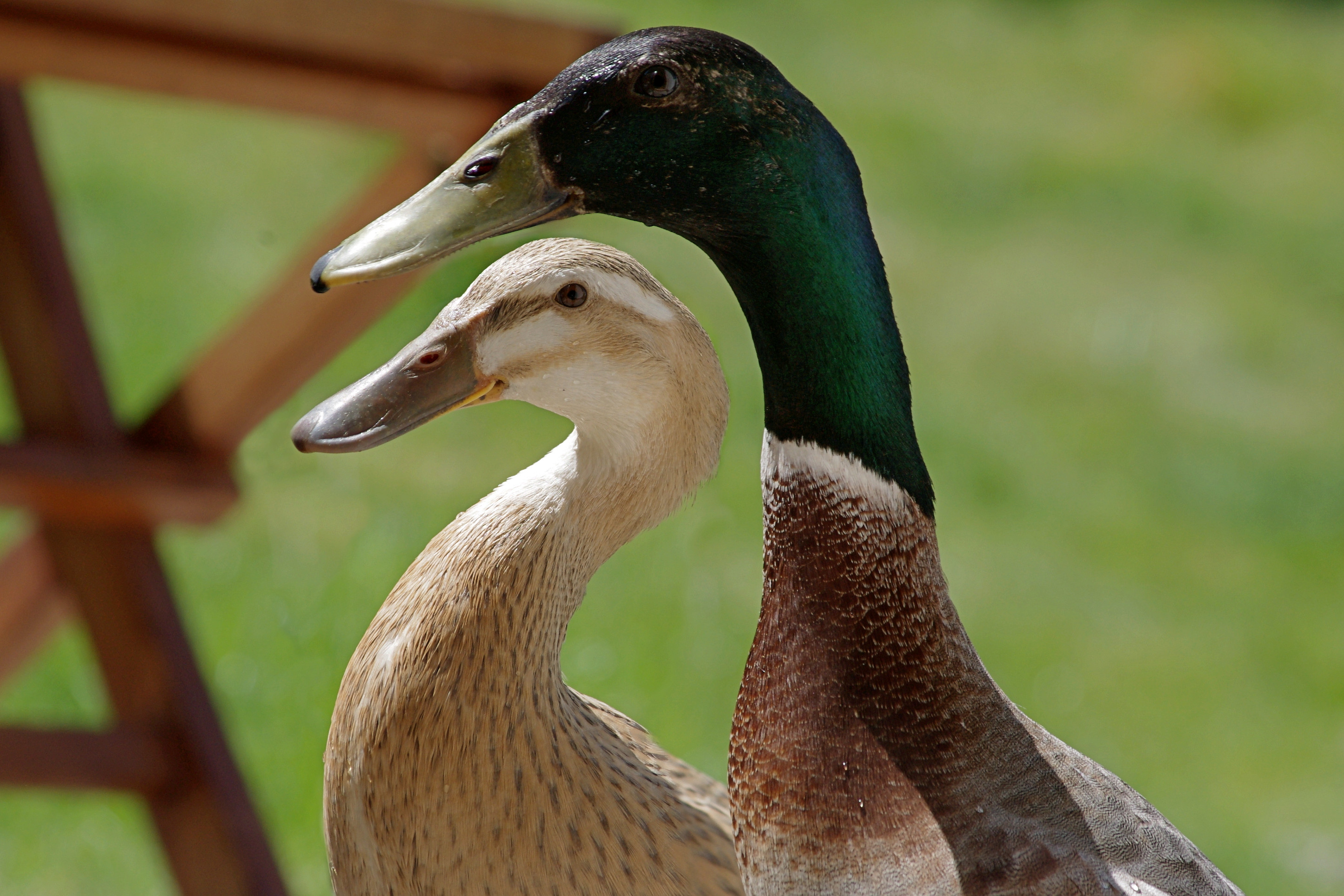
Detail hlav indického běžce

Indický běžec je domestikovaná forma kachny divoké (Anas platyrhynchos) z jihovýchodní Asie. Jedná se o poměrně staré plemeno a první zmínky o podobných kachnách je možné najít na ostrově Jáva v době před tisícem let. Indický běžec nebyl vyšlechtěn úmyslně chovateli, jedná se jen o přirozené křížení, ze kterého vzniklo zvláště stavěné kachní plemeno. V Knize o drůbeži z roku 1956 se uvádí, že v Malajsii se vzpřímené kachny chovají již přes 2 000 let.
Do Evropy se pravděpodobně dostali indičtí běžci poprvé v 16. století a to na lodi z Jávy do Holandska, kdy tyto kachny a jejich vejce sloužily jako potrava námořníkům. Několik jedinců plemene se dostalo až do Holandska, zde se ale neuchytili a přirozeně vymizeli. Další příležitost dostat se do Evropy, konkrétně do Anglie, získali indičtí běžci až v roce 1830. Další dovozy probíhaly i nadále a plemeno se pomalu dostávalo do povědomí veřejnosti. Poprvé se indičtí běžci na výstavě ukázali v roce 1876 a jednalo se o výstavu drůbeže v Dumfries. Tehdy ale tyto kachny vypadaly jinak, současného vzhledu dosáhly až v Anglii v první polovině 19. století, kdy byly dále kříženy.

## Popis

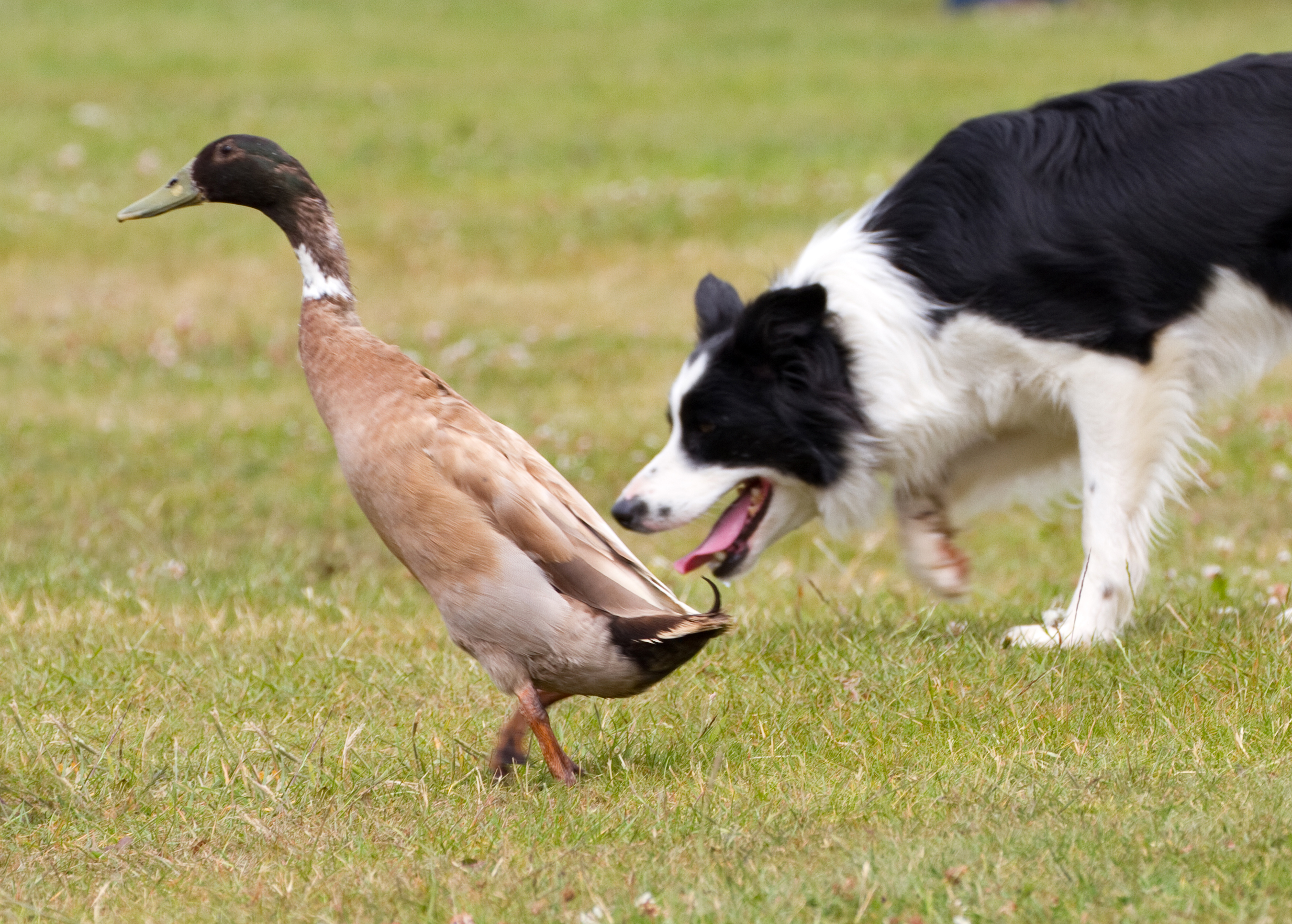
Indický běžec (samec) a border kolie

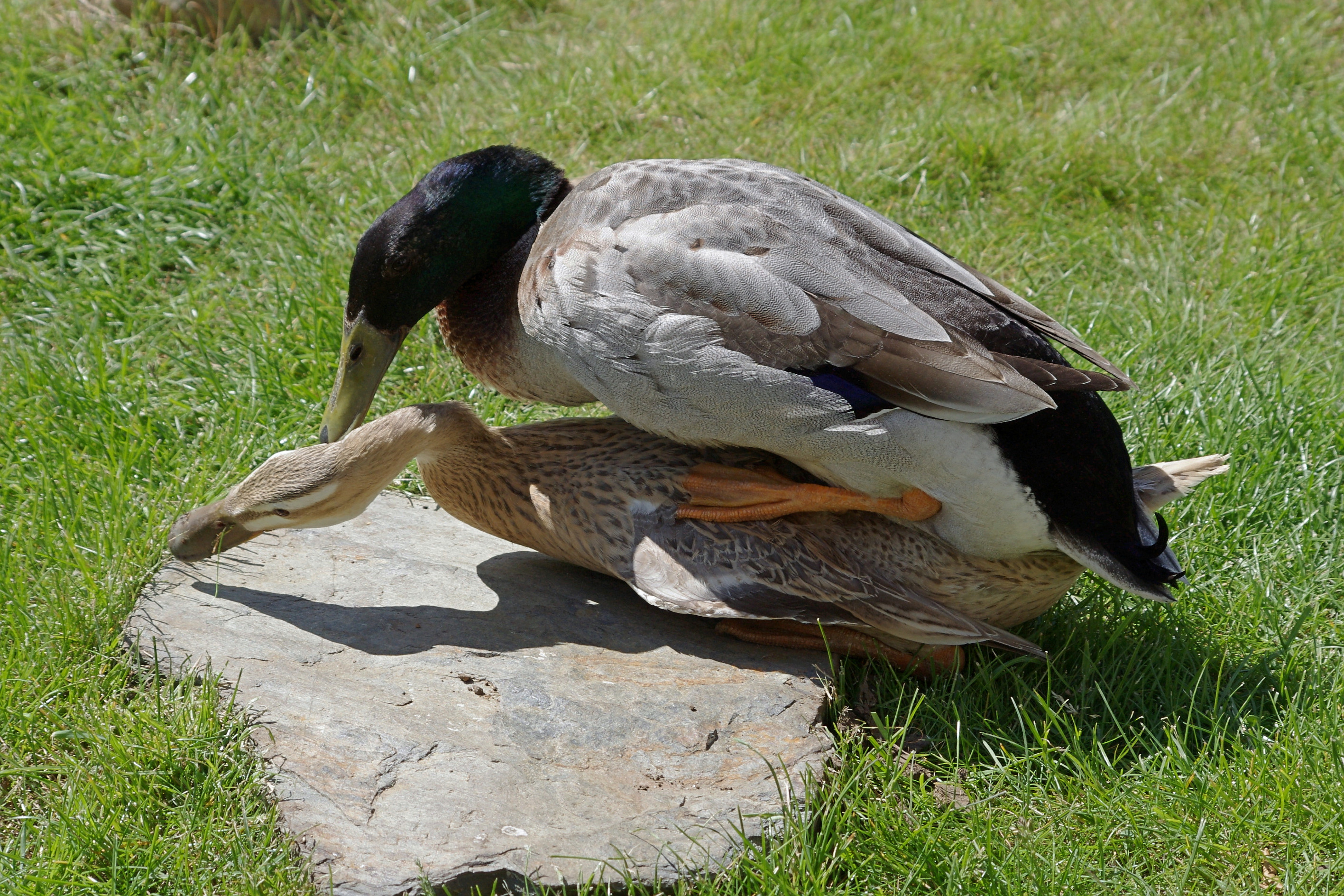
Páření

Indický běžec je nosné plemeno kachny (ročně snáší 180 až 200 vajec). Vyznačuje se vzpřímeným držením trupu a posunutím běháků do zadní části těla, které umožňuje snadný a poměrně rychlý pohyb na souši. Jedná se o plemeno menšího tělesného rámce, které je štíhlé, vysoké a rovně nesené. Hmotnost dospělých jedinců se pohybuje okolo 2 kg, kachny jsou o něco menší než samci. Dlouhá, suchá a úzká hlava je doplněna dlouhým čelem. Zbarvení může být různé, od toho přírodního až po bílé nebo modré mutace. Barva nohou a zobáku se odvíjí právě od zbarvení peří. Nejčastější je přírodní nebo srnčí zbarvení.
Pro začátečníka je nejtěžší rozpoznání kachny a kačera. Kačer se dá od kachny rozpoznat několika způsoby v závislosti na jeho věku a barevném rázu. Jednoznačně identifikovatelný je na základě hlasu, neboť typickým kvákáním se projevuje pouze kachna. Kačerův hlas je tišší a spíše podobný "rrr", "rárá" či "vššvšš". V případě nebezpečí (ať už domnělého nebo skutečného) kačeři typickým zvukem varují hejno, zatímco kachny se snaží na sebe neupoutat pozornost. Při chycení je tomu naopak, odchycená kachna hlasitě volá o pomoc, zatímco kačer bývá obvykle zticha. Druhým jednoznačným vzhledovým znakem jsou kačírky na ocasu – zahnutá pírka, která ale nemusí být výrazná v zimním období po přepeření. U některých barevných rázů je kačer rozpoznatelný snadno - podobný divokým kačerům, u jiných je pro kačera typický žluto-zelený zobák, zatímco kachna má žluto-hnědý.

## Chov
Indičtí běžci jsou skupinová zvířata a při jejich koupi je vhodné koupit více kusů, nejlépe v poměru 1 samec na 3 samice. Vymezený prostor by měl být dostatečně velký a ohrazení vysoké. Nutný je i úkryt před predátory, sluncem nebo naopak zimou. Přístup k vodní ploše není nutností, ale jako každá kachna mají i indičtí běžci vodu rádi, ve vodě se s oblibou páří a možnost vykoupání přispívá k lepší péči o peří (promaštění). Na rozdíl od jiných plemen kachen ale ve vodě netráví tolik času. Nicméně je potřeba mít menší bazének, kde si užijí vodní plochy. Neměli bychom také zapomenout na nádoby s vodou po zahradě, neboť tyto kachny potřebují zapíjet každé sousto.
Obecně se nejedná o příliš dobré rodiče, jen málokdy se stává, že by kachna sama vyseděla a později i vodila mláďata.
V Česku se nejedná o příliš rozšířené plemeno, ale vyhlášené chovy má Německo, které má i vlastní chovatelský klub. Vlastní klub má i Anglie.
Pro své skupinové chování se indický běžec využívá i pro výcvik psů v pasení (jako náhrada za chovatelsky i prostorově náročnější ovce).